# Mozambique en los Juegos Paralímpicos de París 2024
Mozambique estuvo representado en los Juegos Paralímpicos de París 2024 por una deportista femenina. El equipo paralímpico mozambiqueño no obtuvo ninguna medalla en estos Juegos.